# Feldzug von Eduard I. zur Eroberung von Wales von 1282 bis 1283

Gwynedd nach dem verlorenen Krieg von 1277

Der Feldzug von Eduard I. gegen Wales von 1282 bis 1283 war ein Krieg zwischen den walisischen Fürstentümern unter Llywelyn ap Gruffydd, dem Fürsten von Wales, und dem englischen König Eduard I. Er endete mit der Eroberung von Wales durch den englischen König. 

## Wales nach 1277
1277 hatte Eduard I. einen ersten Feldzug gegen Llywelyn ap Gruffydd geführt, nachdem er diesen als aufsässigen Vasallen betrachtet hatte. Der Feldzug endete mit einem klaren englischen Sieg. Im Vertrag von Aberconwy musste Llywelyn dem König huldigen, dazu musste er erhebliche Gebietsverluste akzeptieren und verlor die Oberherrschaft über die meisten anderen walisischen Fürsten. In den nächsten Jahren achtete Llywelyn darauf, die Auflagen des Vertrags von Aberconwy zu erfüllen. Dennoch betrachtete er den Vertrag nicht als endgültige Niederlage. Ähnlich wie in den 1250er Jahren versuchte er, seine Stellung durch geheime Absprachen auszubauen. Bereits im Mai 1278 soll er fünf Lords der kleineren walisischen Herrschaften in Deheubarth und Ceredigion in Dolwyddelan Castle empfangen haben, obwohl er nicht mehr deren Oberherr war. Ebenfalls im Mai 1278 erklärten der Abt von Aberconwy Abbey und der Dekan von Arllechwedd, dass Llywelyn von Rechts her Oberherrscher von Powys Wenwynwyn sei, da sich dessen Fürst Gruffydd ap Gwenwynwyn 1274 Llywelyn unterworfen habe. Diese Unterwerfung sei weiterhin rechtsgültig, und in der Folge, seinen Einfluss in Powys Wenwynwyn zu vergrößern. Dazu schloss er ein geheimes Unterstützungsbündnis mit dem Verwalter von Wenwynwyn, Gruffudd ap Gwen of Cyfeiliog. Einen weiteren diplomatischen Erfolg erzielte Llywelyn, als er am 9. Oktober 1281 ein Verteidigungsbündnis mit dem Marcher Lord Roger Mortimer schloss. Roger Mortimer hatte bislang zu seinen erbittertsten Gegnern gehört, das neue Bündnis richtete sich gegen alle Angriffe außer gegen den englischen König. Im Gegenzug übergab Llywelyn Mortimer umstrittene Gebiete in Gwrtheyrnion. Begünstigt wurde Llywelyn dadurch, dass sich gegen die ungewohnte und strenge, teils auch tyrannische Herrschaft der königlichen Beamten und der anglonormannischen Marcher Lords in weiten Teilen der walisischen Bevölkerung Widerstand regte. Dennoch wurde Llywelyn selbst vermutlich vom Ausbruch des Aufstandes von 1282 überrascht.

## Walisischer Aufstand im März 1282
Den Beginn des Aufstands machte Llywelyns Bruder Dafydd ap Gruffydd. Dafydd hatte sich mit Llywelyn überworfen und im Feldzug von 1276 den englischen König begleitet. Im Vertrag von Aberconwy hatte Eduard I. ihm die Herrschaften von Rhufoniog und Dyffryn Clwyd im ansonsten unter englischer Herrschaft stehenden Perfeddwlad übertragen, und bis Ende 1281 war Dafydd ein loyaler Vasall des englischen Königs. Roger de Clifford, der englische Kommandant von Hawarden Old Castle, hatte Dafydd zur Feier des Osterfests im März 1282 auf die Burg eingeladen. In der Nacht zum 22. März, dem Palmsonntag, überfiel Dafydd jedoch mit seinen Kriegern die Burg. Clifford wurde im Bett von dem Angriff überrascht und verwundet gefangen genommen, zahlreiche Angehörige der englischen Garnison wurden bei dem Überfall getötet. Am selben Tag, am Palmsonntag, überfiel eine walisische Streitmacht unter Führung von Llywelyn ap Gruffydd Maelor und seinem Bruder Gruffydd Fychan, zwei Lords von Powys Fadog, Oswestry in Shropshire und plünderte die Stadt. Zwei Tage später, am 24. März, eroberte Gruffydd ap Maredudd, ein Lord von Ceredigion, durch eine List Aberystwyth Castle in Westwales. Am 26. März wurden auch Carreg Cennen und Llandovery Castle erobert. Der Aufstand erstreckte sich somit über mehrere Regionen, er war anscheinend gut geplant und vorbereitet und kam für die englischen Besatzer völlig überraschend. Llywelyn ap Gruffydd erklärte, er hätte mit dem Aufstand nichts zu tun gehabt, doch seine Truppen vereinigten sich bald mit Dafydds Streitkräften. Sie beteiligten sich an Angriffen auf Rhuddlan und Flint Castle, und schließlich übernahm Llywelyn die Führung der Rebellen.  
Der Aufstand erstreckte sich über große Teile von Nord- und Mittelwales, allerdings nicht über Südwest- oder Südostwales, von wo die Engländer große walisische Truppenkontingente zur Niederschlagung des Aufstands heranzogen. Auch die walisischen Lords Gruffydd ap Gwenwynwyn von Powys Wenwynwyn sowie Rhys ap Maredudd von Dinefwr Castle schlossen sich nicht dem Aufstand an, sondern unterstützten den englischen König. Dennoch umfasste der Aufstand weite Teile der walisischen Bevölkerung über regionale, dynastische und soziale Grenzen hinweg. Dafydd und die anderen Führer des Aufstandes hofften vermutlich, dass ähnlich wie im Krieg zwischen 1256 und 1258 die englische Herrschaft in Wales rasch zusammenbrechen werde und dass sie die englischen Truppen durch einen Kleinkrieg bezwingen könnten.

## Vorbereitungen zum englischen Gegenschlag
Eduard I. reagierte jedoch entrüstet und entschlossen auf die Nachricht vom Ausbruch des Aufstands. Anders als 1277 galt Llywelyn durch den Vertrag von Aberconwy nun nicht nur als aufsässiger Vasall, sondern als treuloser Verräter, dazu als Führer eines treulosen Volkes. Der König war nun entschlossen, nicht nur einen aufsässigen Vasallen zu unterwerfen, sondern Wales endgültig und vollständig zu erobern.
Im Vergleich zu seinem Feldzug von 1277 konnte der König seinen Feldzug allerdings nicht so sorgfältig vorbereiten, da er befürchten musste, dass sich der Aufstand über weitere Teile von Wales ausbreiten werde. Bereits vier Tage nach Ausbruch der Rebellion ernannte er drei seiner Vertrauten zu Heerführern und beauftragte sie mit der Niederschlagung der Rebellion: Reginald Grey in Chester, Roger Mortimer in Mittelwales und Robert de Tibetot in Westwales. Das englische Feudalheer wurde für den 17. Mai nach Worcester einberufen. Die Cinque Ports mussten 40 Schiffe zum Transport von Nachschub und Verstärkung der Garnison der Insel Anglesey stellen. Zur Unterstützung der lokalen Truppen aus Wales und Westengland heuerte der König eine Elitetruppe von 1500 Armbrustschützen aus der Gascogne an, und weitere Verstärkungen wurden aus dem Ponthieu, der Gascogne und aus Irland herangezogen. Alle Teile Englands mussten Nachschub und Proviant nach den beiden Sammelpunkten Chester und Whitchurch liefern. Bereits am 31. Mai wurden über 1000 Arbeiter und 345 Zimmermänner nach Chester befohlen, um für Bauarbeiten zur Verfügung zu stehen. Für den Feldzug wurden keine Kosten gescheut und hohe Kredite bei den Bankiers Ricardi aufgenommen, dazu hatte Eduard I. keine Skrupel, für einen Kreuzzug ins Heilige Land bereitgestellte Mittel und Spenden für seinen Feldzug gegen Wales zu verwenden. Für seinen ersten Feldzug von 1277 soll der König bereits über 20.000 Pfund aufgewendet haben. Die genauen Kosten für den zweiten Feldzug des Königs können nicht ermittelt werden, die Angaben variieren zwischen über 98.000 Pfund und über 150.000 Pfund.

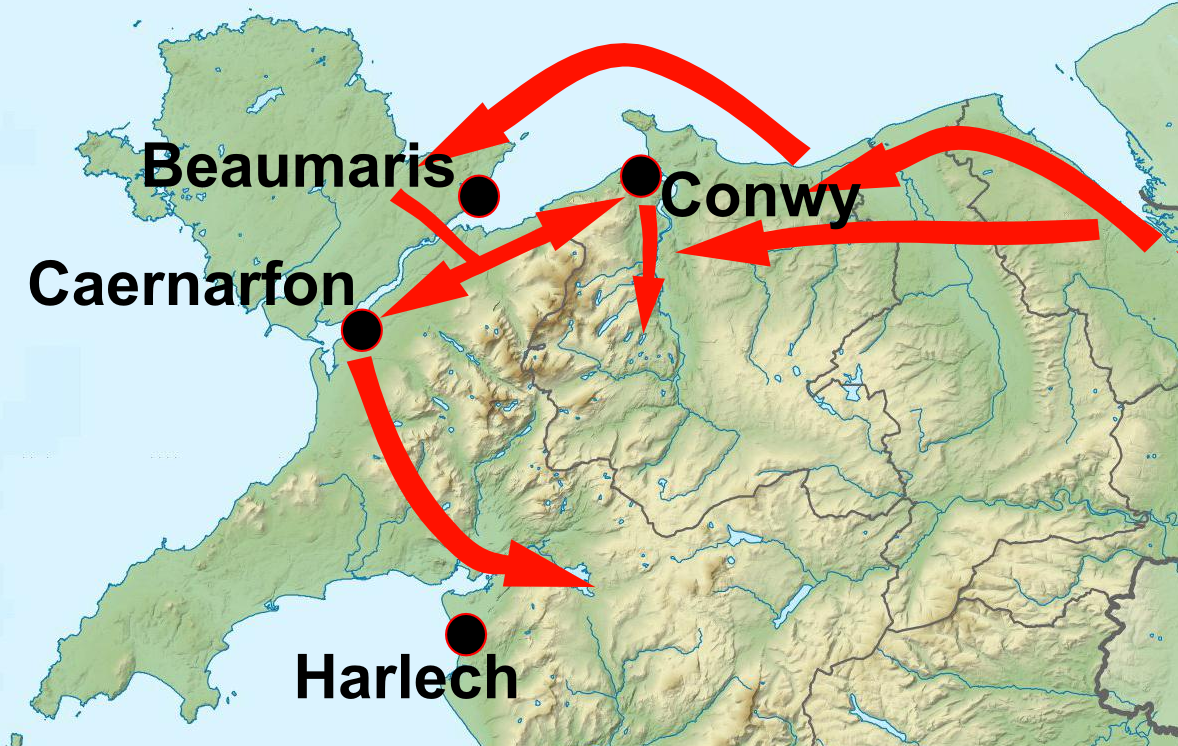
Der Feldzug von Eduard I. 1282

## Verlauf des englischen Feldzugs
Die Strategie des Königs für seinen zweiten Feldzug nach Wales ähnelte der des Feldzugs von 1277. Für mittelalterliche Feldzüge war sie gut abgestimmt und wurde, abgesehen von einigen Rückschlägen, erfolgreich umgesetzt. Die lokalen Befehlshaber hatten zwar einige Freiheiten bei der Ausführung ihrer Befehle, doch der König überwachte persönlich die Umsetzung der vorgegebenen Gesamtstrategie. Der König führte seine Truppen vorsichtig und verbot seinen Kommandanten, unnötige Risiken einzugehen. Als eine Streitmacht des Earls of Gloucester am 16. Juni 1282 bei Llandeilo Fawr im Tal des Tywi in einem Hinterhalt schwere Verlust erlitt, scheute sich der König nicht, seinen mächtigen Vasallen des Kommandos zu entheben, generell beauftragte er eher Ritter des königlichen Haushalts wie Robert de Tibetot, Otton de Grandson oder Roger Lestrange mit Kommandos. 
Wie 1277 wurden zuerst die Waliser außerhalb von Gwynedd unterworfen. Der Vormarsch der englischen Armeen verlief im Gegensatz zu 1277 schwieriger, da die Waliser zähen Widerstand leisteten und sich nicht wieder rasch unterwarfen. Dennoch war gegen Ende des Sommers der Widerstand in Ystrad Tywi und Ceredigion erloschen, während Mittelwales noch nicht endgültig unterworfen war. In Nordostwales hatte der König im August eine Armee aus etwa 750 Rittern und 8000 Fußsoldaten zur Verfügung. Zuerst wurde Perfeddwlad bis zum Conwy besetzt, was drei Monate in Anspruch nahm. Eroberte Burgen wie Hope Castle wurden umgehend wieder instand gesetzt, um als eigener Stützpunkt dienen zu können. Im September wurde Ruthin Castle und im Oktober Denbigh Castle erobert. Dann konnte der König in der Gewissheit, dass seine Nachschub- und Kommunikationsverbindungen nach Chester gesichert waren, den Angriff auf Snowdonia, das unwegsame Kernland von Gwynedd beginnen. Dafür ließ er warme Winterkleidung für seine Truppen mitführen, was bislang noch kein englischer König vor ihm gemacht hatte. Die Insel Anglesey hatte als Kornkammer von Wales wie schon 1277 eine entscheidende Bedeutung. Der König hatte eine Armee unter Luke de Tany, einem früheren Steward der Gascogne, beauftragt, mit einer Flotte nach Anglesey zu segeln und die englische Garnison dort zu verstärken. Diesmal sollten die Truppen jedoch nicht nur die Insel sichern, sondern von der Insel aus auf das Festland übersetzen und so eine zweite Front eröffnen, wenn sich die königliche Hauptarmee von Osten nähern würde. 
Gwynedd wurde somit von englischen Truppen bedroht, die aus Süden, Südosten, Osten und aus Anglesey im Norden anrückten, während die walisischen Truppen selbst von Nachschub und Verstärkungen abgeschnitten waren. Unter ähnlichen Umständen hatte Llywelyn ap Gruffydd 1277 um Frieden nachgesucht, doch Eduard I. war 1282 fest entschlossen, Nordwales vollständig zu erobern und das Haus Gwynedd von der Herrschaft zu vertreiben. Angesichts von Gräueltaten wie das Niederbrennen der Kathedrale von St Asaph durch englische Truppen versuchte John Pecham, der Erzbischof von Canterbury, im Oktober zwischen dem König und dem Fürsten von Wales zu vermitteln. Der König blieb jedoch bei seinen Zielen, sein äußerstes Angebot an Llywelyn war der Tausch Gwynedds gegen Landbesitz in England, der ein Jahreseinkommen von 1000 Pfund einbrachte, sowie den Titel eines erblichen Earls. Dafydd wurde eine Ausstattung angeboten, mit der er auf einen Kreuzzug ins Heilige Land gehen konnte, von dem er nur mit Erlaubnis des Königs zurückkehren dürfte. Gegenüber der walisischen Bevölkerung von Gwynedd und Perfeddwlad machte der König nur vage Versprechen, sie hätten sich der königlichen Barmherzigkeit ergeben müssen. Dieses Angebot war für Llywelyn unakzeptabel. Er antwortete, dass er als Nachfahre mythischer Fürsten für die Freiheit von Wales kämpfe und dass die Waliser lieber sterben, als sich einem Fremden, dem ihre Sprache, Gebräuche und Gesetze unbekannt seien, unterwerfen würden. Die Waliser konnten zwar am 6. November in einer Schlacht an der Menai Strait einen wichtigen moralischen Sieg über Luke de Tany erringen, als dieser über eine Bootsbrücke versuchte, von Anglesey nach Gwynedd vorzustoßen, doch hatten sie kaum noch Hoffnung, den Krieg zu gewinnen. Der König reagierte auf diese Niederlage mit dem Heranziehen von weiteren Truppen und mehr Nachschub und stellte sich auf einen längeren Feldzug ein.  
Llywelyn setzte seine Hoffnung auf die Eröffnung einer neuen Front in Mittelwales. Der mächtige Roger Mortimer war im Oktober gestorben, und Llywelyn wollte versuchen, in Mittelwales den offenen Widerstand der Waliser anzuführen. Unweit Builth stieß seine Armee jedoch auf eine englische Streitmacht unter Führung von Edmund Mortimer, dem Sohn von Roger, John Giffard und Roger Lestrange. In einem kleinen Gefecht an der Orewin Bridge wurde Llywelyn am 11. Dezember getötet, wobei die Engländer erst nach seinem Tod entdeckten, wer unter den Gefallenen war. Llywelyns Bruder Dafydd führte den Krieg in Gwynedd weiter, den auch der König vorsichtig, doch mit unverminderter Energie fortsetzte. Dafydd schickte den gefangenen Roger de Clifford zum König, um Frieden zu erbitten, doch der König bestand auf vollständiger Unterwerfung und sandte Clifford zurück in die Gefangenschaft. Im Januar 1283 setzte das königliche Heer über den River Conwy, und nach und nach ergaben sich die Lords von Deheubarth. Am 18. Januar wurde Dolwyddelan Castle erobert, die Truppen aus Anglesey konnten nun die Menai Strait überqueren und überrannten Snowdonia. Der siegessichere König verlegte am 13. März sein Hauptquartier von Rhuddlan nach Aberconwy. Am 25. April ergab sich die Besatzung von Dafydds letztem größerem Stützpunkt Castell y Bere nach zehntägiger Belagerung gegen die Truppen Roger Lestranges und von William de Valence. Dafydd konnte den Widerstand noch einige Wochen aufrechterhalten, doch schließlich wurde er verraten und mit seinen letzten Begleitern am 21. Juni 1283 gefangen genommen. Im Juli wurden in jedem Cantref von Nordwales Versammlungen abgehalten, in denen die lokalen Führer Frieden und Unterwerfung geloben mussten. 

Wales nach dem Statut von Rhuddlan 1284

## Nach der Eroberung von Wales
Der gefangene Dafydd wurde am 2. Oktober 1283 hingerichtet, seine Söhne lebenslang eingekerkert. Seine Töchter sowie Llywelyns junge Tochter Gwenllian durften ihr Leben als Nonnen in englischen Klöstern beenden. Die meisten der anderen walisischen Lords wurden gefangen genommen oder von ihren Besitzungen vertrieben. Im Statut von Rhuddlan erklärte der König Wales für erobert, Gwynedd und andere Gebiete kamen als Fürstentum Wales unter direkte königliche Verwaltung. Andere Gebiete vergab er an seine Magnaten, darunter Bromfield and Yale an den Earl of Surrey und Denbigh an den Earl of Lincoln.
Im Fürstentum Wales führte der König ein neues Rechtssystem nach dem Vorbild des englischen Common Law ein, das das traditionelle walisische Recht ersetzte. Zur Sicherung seiner Herrschaft über Gwynedd setzte der König sein Burgenbauprogramm fort und errichtete seinen "eisernen Ring" von mächtigen Trutzburgen um Gwynedd.